# Anomaloglossus baeobatrachus
Anomaloglossus baeobatrachus es una especie de anfibio anuro de la familia Aromobatidae.

## Distribución geográfica
Esta especie habita en Guayana Francesa, Suriname y Brasil en Manaos.
Su presencia en Guyana es incierta.

## Publicación original
- Boistel & Massary, 1999 : Les amphibiens vénéneux de la famille des Dendrobatidés. Le Courrier de la Nature, vol. 176, p. 34-39.[5]